# Penningbot
En penningbot, plural penningböter, är böter i form av en fast penningsumma som betalas av den som begått mindre brott/förseelser, till exempel brott mot Trafikförordningen. En penningbot utgörs av ett fast belopp, till skillnad från dagsböter, som är inkomstprövade.